# Magritte du meilleur son
Le Magritte du meilleur son est une récompense décernée depuis 2011 par l'Académie André Delvaux, laquelle décerne également tous les autres Magritte du cinéma.

## Palmarès

### Années 2010
| Année | Film                                      | Chef(s)-opérateur(s) du son                                                            |
| ----- | ----------------------------------------- | -------------------------------------------------------------------------------------- |
| 2011  | Panique au village                        | Benoît Biral, Valene Leroy, Julien Paschal, Fred Piet et Franco Piscopo                |
| 2011  | Illégal                                   | Marc Bastien, François Dumont et Thomas Gauder                                         |
| 2011  | Mr. Nobody                                | Emmanuel de Boissieu, Frédéric Demolder et Dominique Warnier                           |
| 2012  | La Fée                                    | Emmanuel de Boissieu, Fred Meert et Hélène Lamy-Au-Rousseau                            |
| 2012  | Les Géants                                | Marc Bastien et Thomas Gauder                                                          |
| 2012  | Tête de bœuf (Rundskop)                   | Benoît De Clerck, Yves De Mey, Quentin Collette, Christine Verschorren et Benoît Biral |
| 2013  | L'Exercice de l'État                      | Julie Brenta et Olivier Hespel                                                         |
| 2013  | 38 témoins                                | Henri Morelle, Luc Thomas et Aline Gavroy                                              |
| 2013  | À perdre la raison                        | Ingrid Simon et Thomas Gauder                                                          |
| 2014  | Ernest et Célestine                       | Frédéric Demolder, Emmanuel de Boissieu, Luc Thomas et Franco Piscopo                  |
| 2014  | Au nom du fils                            | Philippe Charbonnel, Guilhem Donzel et Matthieu Michaux                                |
| 2014  | Tango libre                               | Marc Bastien et Thomas Gauder                                                          |
| 2015  | Pas son genre                             | Henri Morelle et Luc Thomas                                                            |
| 2015  | Deux jours, une nuit                      | Benoît De Clerck et Thomas Gauder                                                      |
| 2015  | L'Étrange Couleur des larmes de ton corps | Dan Bruylandt, Mathieu Cox et Olivier Thys                                             |
| 2016  | Alleluia                                  | Emmanuel de Boissieu, Frédéric Meert et Ludovic Van Pachterbeke                        |
| 2016  | Je suis mort mais j'ai des amis           | Marc Bastien, Marc Engels et Franco Piscopo                                            |
| 2016  | Le Tout Nouveau Testament                 | François Dumont, Michel Schillings et Dominique Warnier                                |
| 2017  | La Tortue rouge                           | Nils Fauth et Peter Soldan                                                             |
| 2017  | Je me tue à le dire                       | Arnaud Calvar, Julien Mizac et Philippe Charbonnel                                     |
| 2017  | Keeper                                    | Virginie Messiaen et Franco Piscopo                                                    |
| 2018  | InSyriated                                | Paul Heymans et Alek Gosse                                                             |
| 2018  | Noces                                     | Olivier Ronval, Michel Schillings                                                      |
| 2018  | Sonar                                     | Félix Blume, Benoît Biral et Frédéric Meert                                            |
| 2019  | Laissez bronzer les cadavres              | Yves Bemelmans, Dan Bruylandt, Olivier Thys et Benoît Biral                            |
| 2019  | Girl                                      | Yanna Soentjens                                                                        |
| 2019  | Tueurs                                    | Marc Engels, Thomas Gauder et Ingrid Simon                                             |

### Années 2020
| Année | Film                  | Chef(s)-opérateur(s) du son                                                       |
| ----- | --------------------- | --------------------------------------------------------------------------------- |
| 2020  | Duelles               | Olivier Struye, Marc Bastien, Héléna Réveillère et Thomas Gauder                  |
| 2020  | Atlantique            | Benoît De Clerck, Emmanuel de Boissieu et Michov Gillet                           |
| 2020  | Nuestras madres       | Emmanuel de Boissieu et Vincent Nouaille                                          |
| 2022  | Un monde              | Mathieu Cox, Corinne Dubien, Thomas Grimm-Landsberg et David Vranken              |
| 2022  | Titane                | Séverin Favriau, Fabrice Osinski et Stéphane Thiébaut                             |
| 2022  | Une vie démente       | Bruno Schweisguth, Julien Mizac et Philippe Charbonnel                            |
| 2023  | Animals               | François Aubinet, Mathieu Cox, Pierre Mertens, David Vranken et Philippe Van Leer |
| 2023  | La Nuit du 12         | François Maurel, Olivier Mortier et Luc Thomas                                    |
| 2023  | L'Ombre d'un mensonge | Marc Bastien, Thomas Gauder, Etienne Carton, Cameron Mercer et Philippe Van Leer  |

## Nominations multiples
Trois récompenses et trois nomination :
- Emmanuel de Boissieu : récompensé en 2012 pour La Fée, en 2014 pour Ernest et Célestine et en 2016 pour Alleluia, et nommé en 2011 pour Mr. Nobody, et en 2020 pour Atlantique et pour Nuestras madres.

Deux récompenses et deux nominations :
- Franco Piscopo : récompensé en 2014 pour Ernest et Célestine et en 2011 pour Panique au village, et nommé en 2016 pour Je suis mort mais j'ai des amis et en 2017 pour Keeper.
- Benoît Biral : récompensé en 2011 pour Panique au village et en 2019 pour Laissez bronzer les cadavres, et nommé en 2012 pour Tête de bœuf et en 2018 pour Sonar.
- Luc Thomas : récompensé en 2014 pour Ernest et Célestine et en 2015 pour Pas son genre, et nommé en 2013 pour 38 témoins et en 2023 pour La Nuit du 12.

Deux récompenses et une nomination :
- Frédéric Meert : récompensé en 2012 pour La Fée et en 2016 pour Alleluia, et nommé en 2018 pour Sonar.
- Mathieu Cox : récompensé en 2022 pour Un monde et en 2023 pour Animals, et nommé en 2018 pour L'Étrange Couleur des larmes de ton corps.

Deux récompenses :
- David Vranken : en 2022 pour Un monde et en 2023 pour Animals.

Une récompense et sept nominations :
- Thomas Gauder : récompensé en 2020 pour Duelles, et nommé en 2011 pour Illégal, en 2012 pour Les Géants, en 2013 pour À perdre la raison, en 2014 pour Tango libre, en 2015 pour Deux jours, une nuit, en 2019 pour Tueurs et en 2023 pour L'Ombre d'un mensonge.

Une récompense et cinq nominations :
- Marc Bastien : récompensé en 2020 pour Duelles, et nommé en 2011 pour Illégal, en 2012 pour Les Géants, en 2014 pour Tango libre, en 2016 pour Je suis mort mais j'ai des amis et en 2023 pour L'Ombre d'un mensonge.

Une récompense et une nomination :
- Frédéric Demolder : récompensé en 2014 pour Ernest et Célestine, et nommé en 2011 pour Mr. Nobody.
- Henri Morelle : récompensé en 2015 pour Pas son genre et nommé en 2013 pour 38 témoins.
- Dan Bruylandt : récompensé en 2019 pour Laissez bronzer les cadavres, et nommé en 2018 pour L'Étrange Couleur des larmes de ton corps.
- Olivier Thys : récompensé en 2019 pour Laissez bronzer les cadavres, et nommé en 2018 pour L'Étrange Couleur des larmes de ton corps.
- Philippe Van Leer : récompensé en 2023 pour Animals, et nommé en 2023 pour L'Ombre d'un mensonge.

Trois nominations :
- Benoît De Clerck : en 2012 pour Tête de bœuf, en 2015 pour Deux jours, une nuit et en 2020 pour Atlantique.
- Philippe Charbonnel : en 2014 pour Au nom du fils, en 2017 pour Je me tue à le dire et en 2022 pour Une vie démente.

Deux nominations :
- François Dumont : en 2011 pour Illégal et en 2016 pour Le Tout Nouveau Testament.
- Dominique Warnier : en 2011 pour Mr. Nobody et en 2016 pour Le Tout Nouveau Testament.
- Michel Schillings : en 2016 pour Le Tout Nouveau Testament et en 2018 pour Noces.
- Marc Engels : en 2016 pour Je suis mort mais j'ai des amis et en 2019 pour Tueurs.
- Ingrid Simon : en 2013 pour À perdre la raison et en 2019 pour Tueurs.
- Julien Mizac : en 2017 pour Je me tue à le dire et en 2022 pour Une vie démente.